# Futbolista del año en Eslovaquia

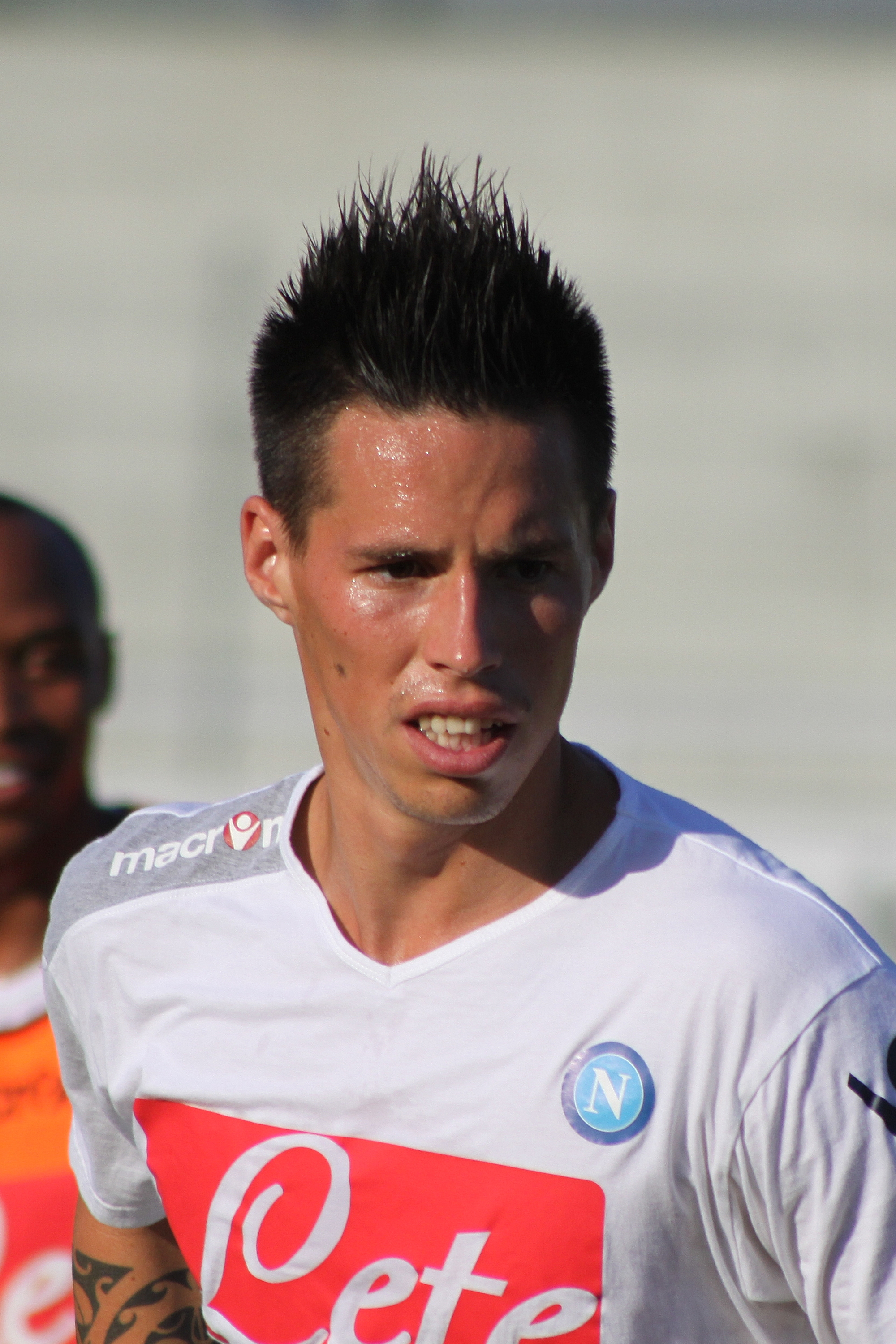
Marek Hamšík, ganador del galardón en ocho ocasiones.

El premio al Futbolista Eslovaco del año es un galardón anual que gana el mejor futbolista del año, nacido en Eslovaquia.

## Palmarés
| Year | Medalla de oro   | Club                             | Medalla de plata  | Club                         | Medalla de bronce | Club                                 |
| ---- | ---------------- | -------------------------------- | ----------------- | ---------------------------- | ----------------- | ------------------------------------ |
| 1993 | Peter Dubovský   | Slovan Bratislava Real Madrid    | Ľubomír Moravčík  | Saint-Étienne                | Ľubomír Luhový    | Inter Bratislava                     |
| 1994 | Vladimír Kinder  | Slovan Bratislava                | Dušan Tittel      | Slovan Bratislava            | Peter Dubovský    | Real Madrid                          |
| 1995 | Dušan Tittel     | Slovan Bratislava                | Ladislav Molnár   | Slovan Bratislava            | Peter Dubovský    | Real Madrid Real Oviedo              |
| 1996 | Dušan Tittel     | Slovan Bratislava                | Peter Dubovský    | Real Oviedo                  | Július Šimon      | Spartak Trnava                       |
| 1997 | Dušan Tittel     | Slovan Bratislava Spartak Trnava | Jozef Majoroš     | Petra Drnovice               | Tibor Jančula     | Slovan Bratislava Fortuna Düsseldorf |
| 1998 | Jozef Majoroš    | Petra Drnovice Slovan Bratislava | Miroslav König    | Slovan Bratislava            | Dušan Tittel      | Spartak Trnava                       |
| 1999 | Vladimír Labant  | Slavia Praga Sparta Praga        | Ľubomír Moravčík  | Celtic Glasgow               | Miroslav Karhan   | Spartak Trnava Real Betis            |
| 2000 | Szilárd Németh   | Inter Bratislava                 | Stanislav Varga   | Slovan Bratislava Sunderland | Vratislav Greško  | Bayer Leverkusen Inter de Milán      |
| 2001 | Ľubomír Moravčík | Celtic                           | Vladimír Labant   | Sparta Praga                 | Miroslav Karhan   | Beşiktaş VfL Wolfsburg               |
| 2002 | Miroslav Karhan  | VfL Wolfsburg                    | Vladimír Janočko  | Austria Wien                 | Szilárd Németh    | Middlesbrough                        |
| 2003 | Vladimír Janočko | Austria Wien                     | Szilárd Németh    | Middlesbrough                | Marek Mintál      | Žilina 1. FC Nürnberg                |
| 2004 | Marek Mintál     | 1. FC Nürnberg                   | Róbert Vittek     | 1. FC Nürnberg               | Miroslav Karhan   | VfL Wolfsburg                        |
| 2005 | Marek Mintál     | 1. FC Nürnberg                   | Kamil Čontofalský | Zenit de San Petersburgo     | Miroslav Karhan   | VfL Wolfsburg                        |
| 2006 | Róbert Vittek    | 1. FC Nürnberg                   | Martin Škrtel     | Zenit de San Petersburgo     | Marek Sapara      | Ružomberok Rosenborg                 |
| 2007 | Martin Škrtel    | Zenit de San Petersburgo         | Marek Hamšík      | Brescia Napoli               | Marek Čech        | Porto                                |
| 2008 | Martin Škrtel    | Liverpool                        | Marek Hamšík      | Napoli                       | Stanislav Šesták  | Žilina VfL Bochum                    |
| 2009 | Marek Hamšík     | Napoli                           | Stanislav Šesták  | VfL Bochum                   | Ján Mucha         | Legia de Varsovia                    |
| 2010 | Marek Hamšík     | Napoli                           | Róbert Vittek     | Lille Ankaragücü             | Martin Škrtel     | Liverpool                            |
| 2011 | Martin Škrtel    | Liverpool                        | Marek Hamšík      | Napoli                       | Juraj Kucka       | Genoa                                |
| 2012 | Martin Škrtel    | Liverpool                        | Marek Hamšík      | Napoli                       | Marek Sapara      | Trabzonspor                          |
| 2013 | Marek Hamšík     | Napoli                           | Martin Škrtel     | Liverpool                    | Juraj Kucka       | Genoa                                |
| 2014 | Marek Hamšík     | Napoli                           | Martin Škrtel     | Liverpool                    | Ján Ďurica        | Lokomotiv de Moscú                   |
| 2015 | Marek Hamšík     | Napoli                           | Martin Škrtel     | Liverpool                    | Juraj Kucka       | Genoa Milan                          |
| 2016 | Marek Hamšík     | Napoli                           | Martin Škrtel     | Liverpool Fenerbahçe         | Róbert Mak        | PAOK Zenit de San Petersburgo        |
| 2017 | Marek Hamšík     | Napoli                           | Milan Škriniar    | Sampdoria Inter de Milán     | Stanislav Lobotka | Nordsjælland Celta de Vigo           |
| 2018 | Marek Hamšík     | Napoli                           | Milan Škriniar    | Inter de Milán               | Stanislav Lobotka | Celta de Vigo                        |
| 2019 | Milan Škriniar   | Inter de Milán                   | Martin Dúbravka   | Newcastle United             | Marek Hamšík      | Dalian Professional                  |
| 2020 | Milan Škriniar   | Inter de Milán                   | Juraj Kucka       | Parma                        | Marek Hamšík      | Dalian Professional                  |